# KirbLaGoop
Ryan Allen Kirby, znany zawodowo jako KirbLaGoop – amerykański raper pochodzący z Sarasoty w stanie Floryda. Kriby zaczynał karierę jako DJ Kirby, tworząc gatunek chopped & screwed oraz rapował w grupie Big Dipper Clique. Jako KirbLaGoop zaczął rapować od 2012 roku. Jest nazywanym jednym z pionierów SoundCloud rapu. Współpracował z takimi artystami jak Lil Peep, Lil Tracy czy polski raper Mlodyskiny. Pojawił się gościnnie na mixtapie Lil Peepa Hellboy. Krążek osiągnął 52 miejsce na liście Billboard 200. 

## Styl muzyczny
KirbLaGoop tworzy inspirowaną Cloud-Rapem muzykę trap i często współpracuje z artystami Metro Zu, RubenSlikkiem, oraz M.I.L.F. Lil B jest jego największą inspiracją.

## Dyskografia

### Albumy studyjne
- 100Thousand Block (2013)
- 100 Tryna Kill Me (2014)
- Florida Boi (2014)
- Blackout (2015)
- KirbLaKruger (2015)
- Where You Been (2015)
- 100,000 Degreez (2015)
- Angel Wingz (2015)
- Cronley (2016)
- Goop World (2017)
- Trapedd In Da 100 (2017)
- Goop (2017)
- Concrete (2018)
- Southside (2018)
- Thorough Bread (2018)
- Lockwood Ridge (2018)
- Raven (2018)
- Goop Life (2018)
- In Love With The Streets (2019)
- No Feelings (2019)
- Sum Slight (2019)
- It's P Off Da G (2019)
- Locklear (2019)
- Norf Norf (2019)
- Lockwood Ridge, Pt. 2 (2020)
- Oops It's All Goops (2020)
- In Da Field (2020)
- All Bout da Dolla Bill (2020)
- Different Personalities (2021)
- Adventures of the Goop (2021)
- Unda Life (2021)
- Kirb May Cry (2021)
- Neighborhood Kirb (2022)
- Metal Goop Solid (2022)
- Shine (2022)
- Florida Kirby (2022)

### Kompilacje
- Nascar Jackets And Boz (2014)
- No Pad No Pen (2016)
- Cross Da Track (2016)